# Jupp Schlaf
Josef „Jupp“ Schlaf (* 23. November 1919 in Essen; † 26. Februar 1989 in Frankfurt am Main) war ein deutscher Tischtennisspieler und -funktionär. Er war unter anderem Generalsekretär des Deutschen Tischtennis-Bundes.

## Werdegang
Jupp Schlaf hatte in seinem ganzen Leben mit Tischtennis zu tun. Als aktiver Spieler gehörte er national zwischen 1947 und 1951 zu den besten deutschen Spielern. Bekannter wurde er aber durch seine Aktivitäten als Funktionär. Bereits mit 17 Jahren führte er den Verein TTC Schwarz-Gelb Essen-Steele, den er 1934 mitbegründet hatte und dem er bis Mai 1948 angehörte. Schon während seiner aktiven Laufbahn beteiligte er sich maßgeblich am Wiederaufbau des Tischtennissportes in Deutschland nach dem Zweiten Weltkrieg.
In der Folge arbeitete er – größtenteils ehrenamtlich – als Funktionär für den Westdeutschen Tischtennisverband WTTV, den Deutschen Tischtennis-Bund DTTB, auf europäischer Ebene und für den Weltverband ITTF.

### Tischtennis-Auskunftsstelle
Am 25. März 1947 betrieb Schlaf die Gründung der Internationalen Deutschen Tischtennis-Auskunftsstelle (DTTA) mit Sitz in Essen. Der Name war so gewählt, weil die Bezeichnung „Bund“ oder „Ausschuss“ von den Besatzungsmächten verboten war. Die Tischtennis-Auskunftsstelle war der Vorgänger des DTTB. Schlaf leitete dies Auskunftsstelle als ehrenamtlicher Geschäftsführer. Parallel dazu baute er den WTTV (TT-Landesverband Nordrhein-Westfalen) wieder auf, dessen Geschäftsführer er von April 1947 bis Oktober 1949 war.

### Deutscher Tischtennis-Bund DTTB
Am 16. Juli 1949 wurde der Deutsche Tischtennis-Bund (DTTB) gegründet. Bei der ersten Bundeshauptversammlung am 31. Oktober in Bad Homburg wurde Schlaf zum ersten hauptamtlichen Generalsekretär des DTTB ernannt. Die Geschäftsstelle zog von Essen nach Lübeck um (später, 1956, erneut nach Frankfurt am Main). Das Amt hatte Schlaf bis 1981, also 32 Jahre lang inne.
1980 wurde er wegen seiner Verdienste für den deutschen Sport vom Bundespräsidenten mit dem Verdienstkreuz 1. Klasse ausgezeichnet.

### Europäische Tischtennisunion ETTU
Jupp Schlaf war maßgeblich an der Gründung der ETTU 1957 beteiligt. Hier war er von 1961 bis 1964 Vizepräsident und schließlich von 1964 bis 1982 Präsident. Er initiierte u. a. 1964 die Europaliga für Nationalmannschaften.

### Weltverband ITTF
Zwischen 1953 und 1981 arbeitete er beim ITTF in mehreren Komitees mit, etwa ab Mitte 1958 im Materialausschuss. Von 1967 bis 1982 war er Vizepräsident, ab 1973 Mitglied des Council.

### Ende der Karriere
Durch seine Aktivitäten auf den beschriebenen Ebenen erlangte Jupp Schlaf großen Einfluss und Macht. Diese Machtfülle führte andererseits auch zunehmend zu Unzufriedenheit und Kritik. So vermutete man Interessenskonflikte zwischen seinen Ämtern als Generalsekretär des DTTB und des Zweiten Vorsitzenden des Landesverbandes Schleswig-Holstein oder auch zwischen seinem Amt als ETTU-Präsident und den nationalen Gremien. Auch die Tatsache, dass sich die Geschäftsstelle des DTTB in Schlafs Privaträumen befand, stieß auf Unbehagen. Die Unzufriedenheit eskalierte 1981: Am 12. Dezember 1981 beschloss der Vorstand des DTTB in Kleve, Jupp Schlaf wegen schwerwiegender Verstöße gegen die Interessen des DTTB fristlos zu entlassen. Nachfolger wurde Norbert Wolf.
1989 starb Jupp Schlaf. Er wurde auf dem Frankfurter Südfriedhof beigesetzt.

## Andere Aktivitäten
Jupp Schlaf gehörte mehrere Jahre dem Verwaltungsrat von Eintracht Frankfurt an.

## Privates
Jupp Schlaf war seit September 1954 verheiratet mit der deutschen TT-Spitzenspielerin Hannelore Imlau, die nach ihrer aktiven Karriere auch ehrenamtliche Funktionen übernahm.

## Sportliche Erfolge
Jupp Schlaf bestritt 1950 und 1951 zwei Freundschafts-Länderspiele, eines davon im November 1950 in Leipzig gegen die DDR. Dabei gewann er alle drei Einzel, unter anderem gegen Heinz Schneider. 20 mal nahm er an Deutschen Meisterschaften teil.
- Nationale deutsche Meisterschaften
  - 1947 in Heppenheim: 2. Platz Doppel (mit Bernie Vossebein)
  - 1948 in Göttingen: 4. Platz Einzel
  - 1949 in Lübeck: 4. Platz Einzel, 2. Platz Doppel (mit Werner Scheffler)

- Deutschlandpokal
  - 1948 in Schwerte: 1. Platz mit Team Westdeutscher Tischtennis-Verband WTTV

- Vereine
  - 1934–1947: TTC Schwarz-Gelb Essen-Steele
  - 1947–1956: VfB Lübeck
  - 1956–1989: Eintracht Frankfurt
  - um 1966 TTC Dornbusch[6]

## Turnierergebnisse
| Verband | Veranstaltung     | Jahr | Ort      | Land | Einzel     | Doppel       | Mixed        | Team |
| ------- | ----------------- | ---- | -------- | ---- | ---------- | ------------ | ------------ | ---- |
| GER     | Weltmeisterschaft | 1953 | Bukarest | ROU  | letzte 128 | keine Teiln. | keine Teiln. |      |